# Südliche Zwergmanguste

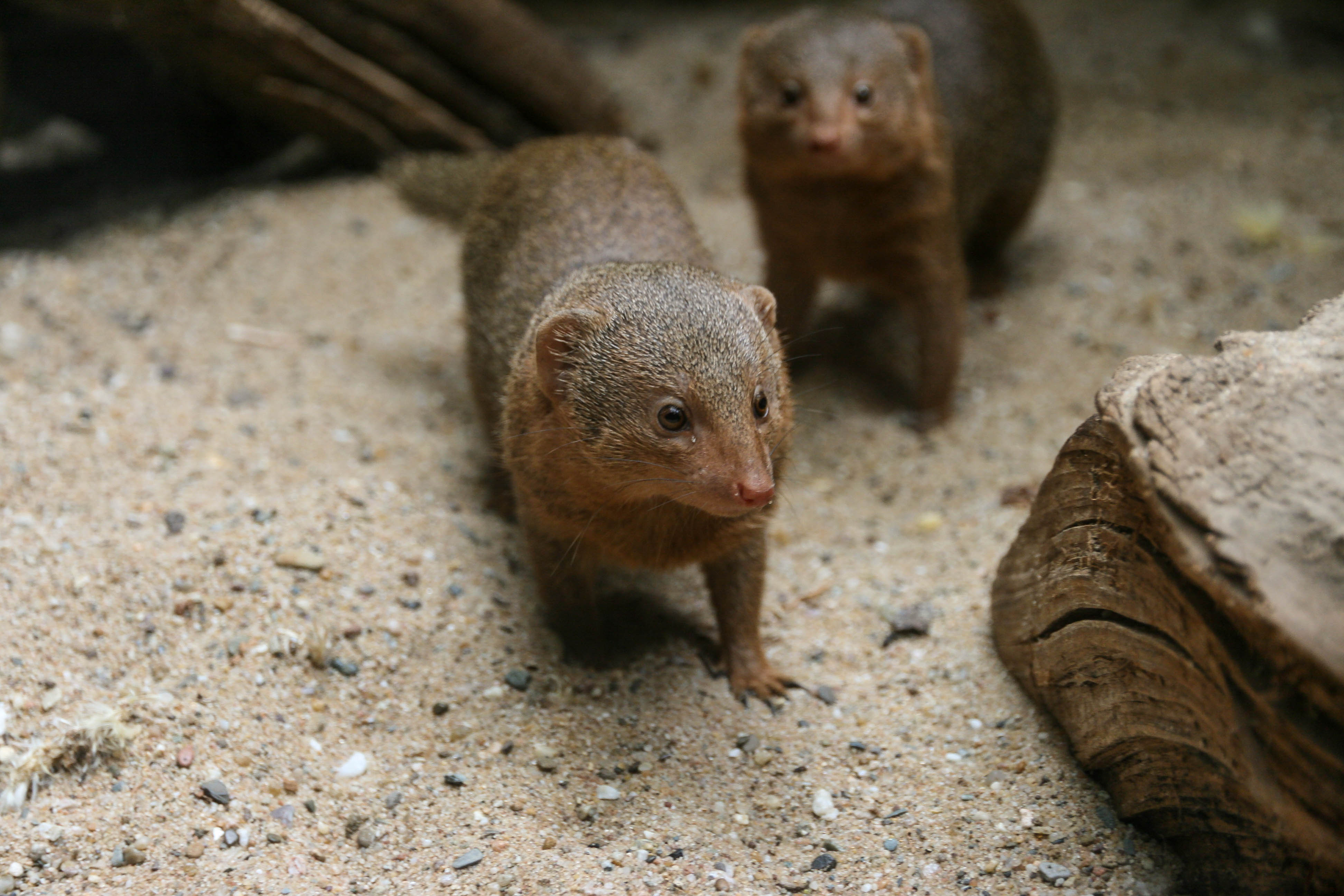
Südliche Zwergmanguste

Die Südliche Zwergmanguste (Helogale parvula) ist eine Raubtierart aus der Familie der Mangusten (Herpestidae). Sie bewohnt weite Teile des östlichen und südlichen Afrikas. Sie lebt in Gruppen von 9 bis 12 Tieren, in denen sich nur das dominante Paar fortpflanzt. Ihre Hauptnahrung sind Insekten.

## Merkmale
Südliche Zwergmangusten zählen zu den kleinsten Mangustenarten. Sie erreichen eine Kopf-Rumpf-Länge von 16 bis 23 Zentimetern, wozu noch ein 14 bis 19 Zentimeter langer Schwanz kommt. Das Gewicht beträgt 210 bis 420 Gramm. Es gibt keinen offenkundigen Geschlechtsdimorphismus, Männchen und Weibchen sind gleich gefärbt und annähernd gleich groß. Die Färbung ihres kurzen, weichen Fells variiert von gelblich bis dunkelbraun, es gibt auch gänzlich schwarz gefärbte Tiere. Bei einigen Individuen sind die Kehle und die Brust rötlich gefärbt. Die Pfoten enden jeweils in fünf Zehen. Die Krallen der Vorderpfoten sind bis zu 10 Millimeter lang und ans Graben angepasst, die Krallen der Hinterpfoten sind mit 8 Millimetern etwas kürzer.
Der kurze, gewölbte Kopf endet in einer zugespitzten Schnauze. Die Ohren sind klein und rundlich. Die Zahnformel lautet I 3/3 – C 1/1 – P 3/3 – M 2/2, insgesamt haben sie also 36 Zähne. Die Zähne sind scharf und kräftig, insbesondere die Eckzähne. Die äußeren oberen Schneidezähne sind größer als die inneren, die Backenzähne haben als Anpassung an die Insektennahrung hohe Höcker.

## Verbreitung und Lebensraum

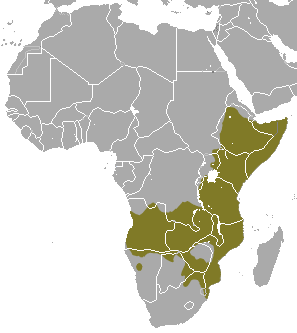
Verbreitungsgebiet der Südlichen Zwergmanguste

Südliche Zwergmangusten bewohnen weite Teile des östlichen und südlichen Afrikas. Ihr Verbreitungsgebiet reicht von Äthiopien und Somalia bis ins nördliche Südafrika und westwärts bis Angola und Namibia. Sie bewohnen eine Reihe von Lebensräumen, darunter Savannen, lichte Wälder und Buschländer. Allzu trockene Gebiete meiden sie jedoch.

## Lebensweise und Ernährung

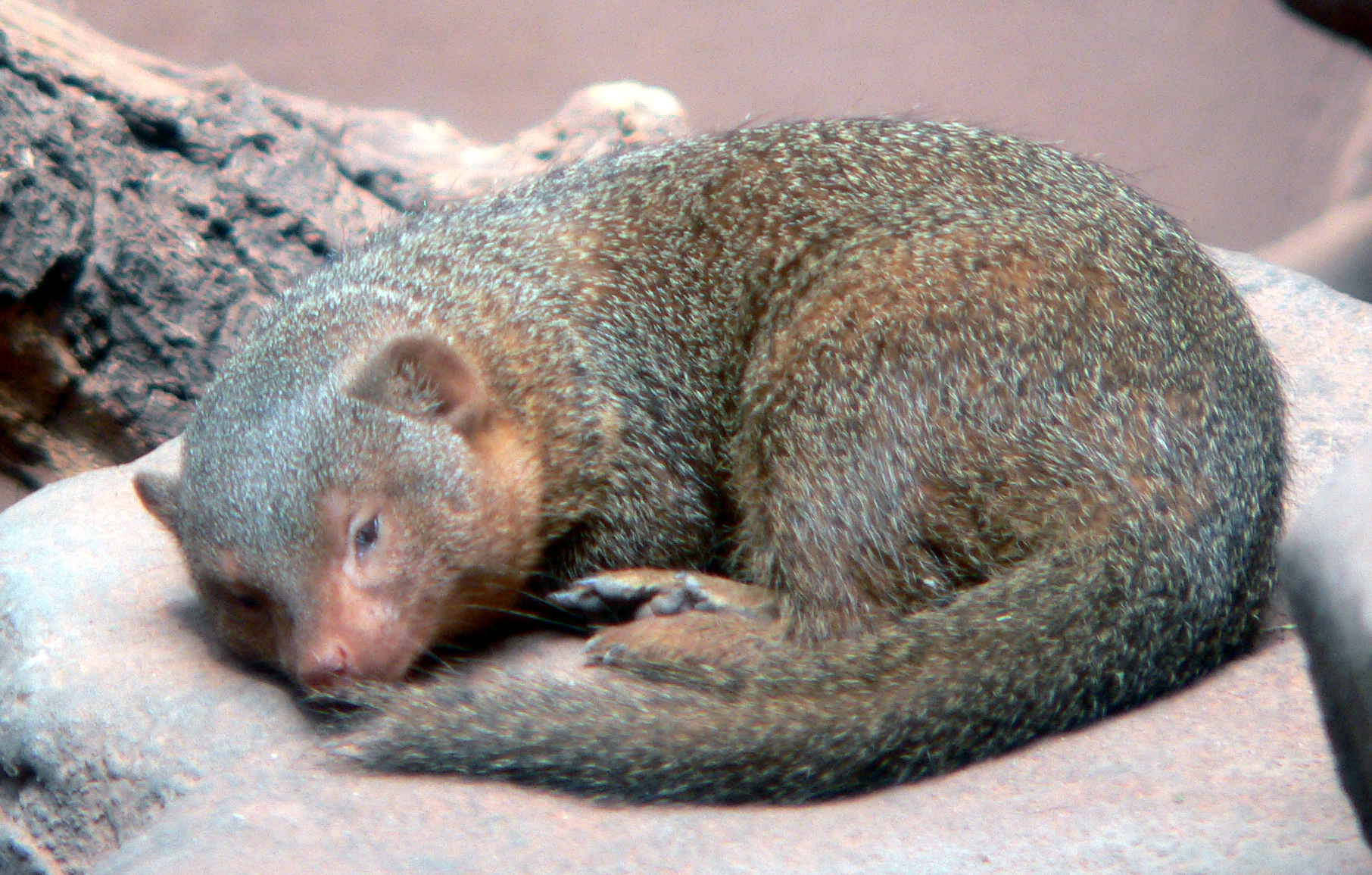
Ruhende Zwergmanguste

Diese Tiere sind tagaktiv und leben in Gruppen. In der Nacht ruhen sie gemeinsam in unterirdischen Bauen, in Felsspalten oder in Termitenhügeln, am Morgen verlassen sie ihren Schlafplatz und kehren vor Sonnenuntergang dorthin zurück. Zu Mittag ruhen sie häufig.
Gruppen bestehen aus durchschnittlich 9 bis 12 Tieren, es können aber auch bis zu 30 sein. Sie beinhalten ungefähr gleich viele Männchen und Weibchen sowie die dazugehörigen Jungtiere. Sie sind matriarchalisch organisiert und werden von einem älteren Weibchen geleitet. Dieses bestimmt die Wanderrouten und genießt den Vorrang bei Nahrungsquellen. Zweithöchstes Tier ist ihr Partner, ein älteres Männchen. Diese beiden sind häufig die einzigen Tiere der Gruppe, die sich fortpflanzen. Die übrigen Gruppenmitglieder etablieren eine Hierarchie, in der die jüngeren Tiere einen höheren Rang als die älteren haben, stets dominieren aber die Weibchen die Männchen. Das Gruppenleben ist harmonisch, Auseinandersetzungen innerhalb der Gruppe sind selten. Die gegenseitige Fellpflege ist häufig, auch markieren sich die Tiere gegenseitig mit Drüsensekret. Es gibt Berichte, wonach die Mangusten ein krankes Gruppenmitglied versorgt haben.
Es sind territoriale Tiere. Die Reviergröße beträgt 0,30 bis 1 km², die Grenzen werden gegen Eindringlinge bewacht. Treffen zwei Gruppen aufeinander, zieht sich üblicherweise die kleinere ohne Kampf zurück, selten kann es aber zu Auseinandersetzungen kommen.
Die Länge der Tagesstreifzüge beträgt bis zu 1 Kilometer. Bei der Nahrungssuche übernimmt ein Tier die Rolle des Wächters. Es begibt sich auf einen höhergelegenen Posten und hält nach Fressfeinden Ausschau, vor denen es die übrigen Tiere mit Rufen warnt. Insbesondere die Unterart Helogale parvula undulata vergesellschaftet sich bei der Nahrungssuche gelegentlich mit  Decken-Toko und Östlichem Gelbschnabeltoko, zwei Arten aus der Familie der Nashornvögel. Die beiden Toko-Arten fangen die Insekten (insbesondere Heuschrecken), die die Zwergmangusten bei ihrer Nahrungssuche aufscheuchen. Die Zwergmangusten profitieren von dieser Protokooperation, weil beide Tokos vor Beutegreifern aus der Luft warnen. Die Zwergmangusten warten mit dem Beginn ihres Beutezuges auf den Toko. Beide Tokos zeigen spezifische Verhaltensweisen, um den Zwergmangusten seine Bereitschaft zur Kooperation anzuzeigen.
Die Gruppenmitglieder gehen zwar gemeinsam auf Nahrungssuche, teilen sich aber dabei auf. Die Tiere ernähren sich vorwiegend von Insekten wie Käfern und Termiten. Daneben fressen sie auch Tausendfüßer, Spinnen und kleine Wirbeltiere wie Kleinsäuger, Geckos, Schlangen und Vögel. Sie brechen Vogeleier auf, indem sie sie mit den Vorderpfoten packen und durch die Hinterbeine auf einen Stein schleudern.

## Fortpflanzung

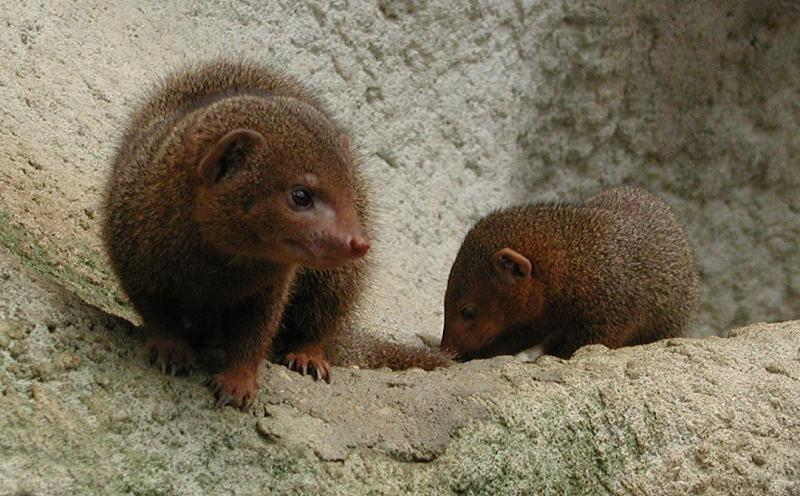
Zwergmangusten

Üblicherweise pflanzen sich nur dominante Weibchen fort, die Fortpflanzung der untergeordneten Tiere wird unterdrückt. Rund drei Viertel aller Würfe trägt das dominante Weibchen aus, die anderen Weibchen pflanzen sich hormonell bedingt selten fort. Trägt ein untergeordnetes Weibchen dennoch einen Wurf aus, überleben die Neugeborenen nicht, häufig werden sie vom dominanten Weibchen getötet. Die Trächtigkeitsdauer beträgt sieben Wochen, die Wurfgröße bis zu sechs, üblicherweise aber zwei bis drei. Bis zu vier Würfe im Jahr können ausgetragen werden, die Geburten fallen aber häufig in die feuchteren Monate.
Die untergeordneten Weibchen kümmern sich um die Jungtiere, sie wärmen und bewachen sie und säugen sie auch. Die Rolle dieses „Babysitters“ wechselt täglich. Nach rund 40 bis 45 Tagen erfolgt die Entwöhnung, dann beginnen die Jungtiere auch, die älteren Tiere bei den Streifzügen zu begleiten. Jedes Jungtier sucht sich dabei ein ausgewachsenes Tier, das es im Besonderen bewacht und mit Nahrung versorgt.
Aufgrund der Sozialstruktur pflanzen sich Männchen und Weibchen selten vor dem dritten Lebensjahr fort. Die Lebenserwartung in freier Wildbahn beträgt 10 Jahre bei Männchen und 14 Jahre bei Weibchen.

## Gefährdung
Südliche Zwergmangusten sind häufig und weit verbreitet, es sind keine größeren Gefährdungen bekannt. Die IUCN schätzt den Gesamtbestand als stabil ein und listet die Art als „nicht gefährdet“ (least concern).

## Systematik

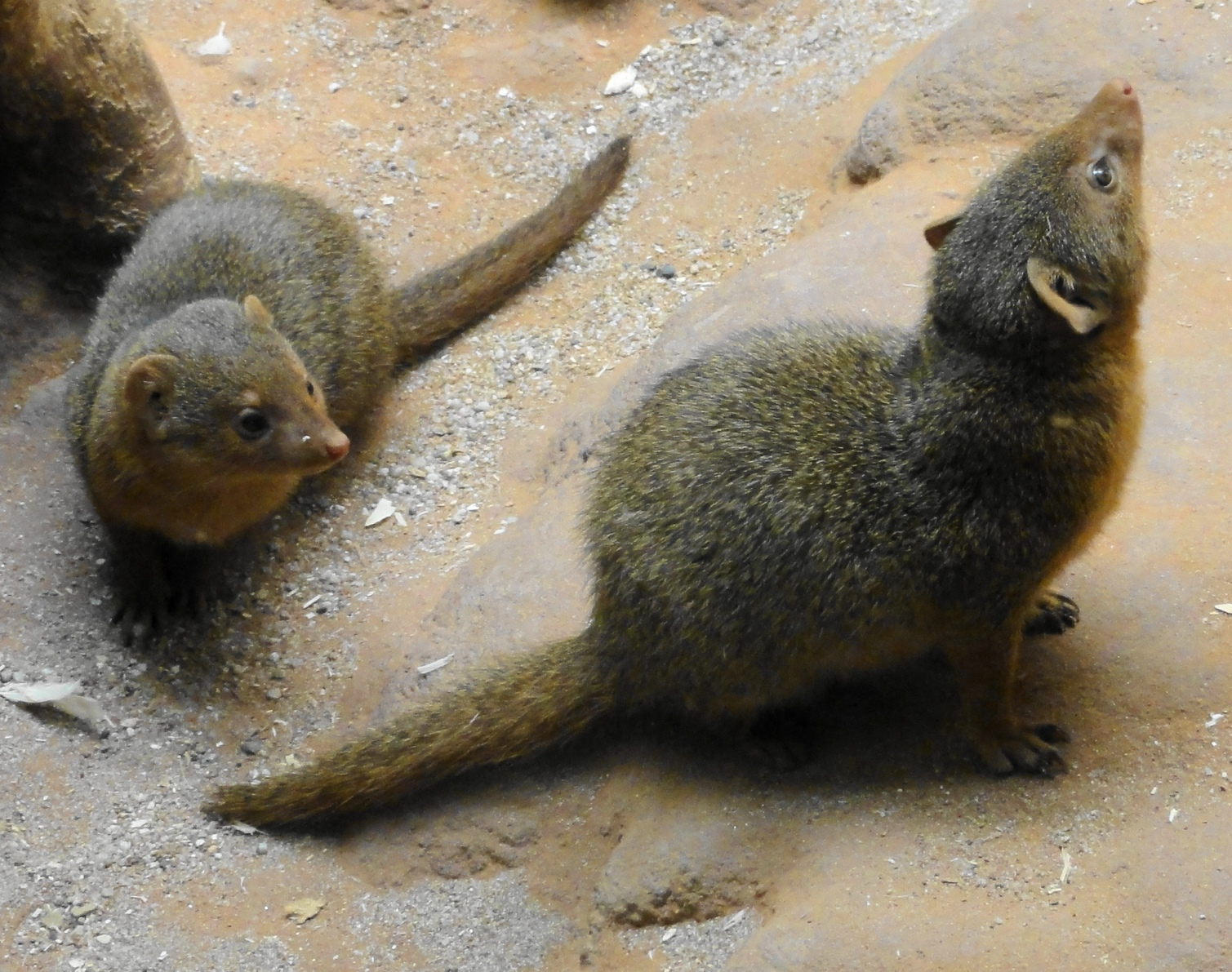
Helogale parvula undulata

In ihrem großen Verbreitungsgebiet werden eine Reihe von Unterarten unterschieden:
- Helogale parvula parvula in Südafrika, Simbabwe und Mosambik,
- H. p. ivori in Tansania und Nordmosambik,
- H. p. mimetra in Botswana und Namibia,
- H. p. nero in Zentralnamibia,
- H. p. ruficeps in Sambia,
- H. p. undulata im östlichen Afrika von Äthiopien und Malawi und
- H. p. varia von Angola bis Uganda.

Manche dieser Unterarten, beispielsweise H. p. undulata werden gelegentlich als eigene Art geführt.
Der nächste Verwandte der Südlichen Zwergmanguste ist die Östliche Zwergmanguste (Helogale hirtula), gemeinsam bilden sie die Gattung der Zwergmangusten (Helogale).

## Einzelbelege
1. ↑   Alan Kemp: The Hornbills – Bucerotiformes. Oxford University Press, Oxford 1995, ISBN 0-19-857729-X. S. 141 und S. 143